# Référendum sur l'indépendance des Bermudes
Le Référendum sur l'indépendance des Bermudes est une consultation organisée aux Bermudes le 16 août 1995 et visant à l'autodétermination  de ce Territoire britannique d'outre-mer. 
La population est amenée à se prononcer sur l'avenir du territoire, soit en l'érigeant en un État souverain indépendant, soit en conservant son statut de territoire britannique. 
Avec un taux de participation de 58,8 %, 73,6 % des électeurs ont voté contre l'indépendance, contre seulement 25,7 % en sa faveur. Compte tenu du résultat nettement en faveur du statu quo, le premier ministre John Swan, qui avait fait campagne en faveur de l'indépendance, démissionne de ses fonctions.

## Contexte
Les Bermudes, colonie de la couronne anglaise depuis 1609, avaient obtenu une certaine autonomie en 1620 avec la création d'un Parlement des Bermudes. Après la Seconde Guerre mondiale, une grande partie de l'ancien Empire britannique avait obtenu l'indépendance. En 1968, les Bermudes étaient dotés d'une constitution, mais le gouvernement britannique avait estimé que l'archipel n'était pas prêt pour l'indépendance. Les Bermudes ont donc été inscrits sur la liste des Nations Unies des territoires non autonomes. Ils font partie des Territoires britanniques d'outre-mer.
Le 25 mars 1995, l'Assemblée des Bermudes a adopté à l'unanimité le projet de loi sur le référendum d'indépendance que le Sénat a validé sans opposition deux semaines plus tard. Pour que l'indépendance soit approuvée, le vote «oui» devait être soutenu par au moins 40% des électeurs inscrits et plus de 50% des votants.
Bien que favorable à l'indépendance, le Parti progressiste travailliste, dans l'opposition et dirigé par Frederick Wade, a appelé à voter contre le projet de loi référendaire ou à s'abstenir. Le parti estimait que la question de l'indépendance aurait dû être traitée lors d'élections générales. Le Parti unifié au gouvernement était divisé sur la question, le premier ministre sir John Swan soutenant l'indépendance alors que plusieurs de ses colistiers s'y opposaient.

## Résultats
| Option                   | Votes  | %     |  |
| ------------------------ | ------ | ----- |  |
| Pour l'indépendance      | 5 714  | 25,88 |  |
| Contre l'indépendance    | 16 369 | 74,12 |  |
|                          |        |       |  |
| Votes valides            | 22 083 | 99,31 |  |
| Votes blancs ou nuls     | 153    | 0,69  |  |
| Total des votants        | 22 236 | 100   |  |
| Abstention               | 15 605 | 41,24 |  |
| Inscrits / Participation | 37 841 | 58,76 |  |

Êtes vous en faveur de l'indépendance des Bermudes ?
| Pour 5 714 (25,88 %) |  |  | Contre 16 369 (74,12 %) |
| ▲                    |  |  |                         |
| Majorité absolue     |  |  |                         |